# Paris-Roubaix 2025
Cet article concerne la course masculine. Pour la course féminine, voir Paris-Roubaix Femmes 2025.
La 122e édition de Paris-Roubaix a lieu le 13 avril 2025. Cette course cycliste fait partie du calendrier UCI World Tour 2025 en catégorie 1.UWT (première division mondiale). Elle est remportée par le Néerlandais Mathieu van der Poel qui signe une troisième victoire consécutive.

## Présentation

### Parcours
Le départ est donné de Compiègne et arrive, comme le veut la tradition, dans le Vélodrome André-Pétrieux de Roubaix.
Au lieu des 29 secteurs pavés répertoriés en 2024, 30 secteurs sont au programme de l'édition 2025 pour un total de 55,3 km. Les modifications concernent les secteurs 25, 24 et 23. Les 5 premiers secteurs pavés ainsi que les 22 derniers sont identiques à ceux de l'édition 2024.
La Trouée d'Arenberg (secteur 19) est désormais abordée par une série de quatre virages à angle droit via la rue de Croy, supprimant ainsi la chicane controversée placée sur le parcours en 2024.
| Secteur | Kilomètre de l'arrivée | Localisation                              | Longueur | Difficulté |
| ------- | ---------------------- | ----------------------------------------- | -------- | ---------- |
| 30      | 163,4                  | Troisvilles > Inchy                       | 2 200 m  | 02         |
| 29      | 156,9                  | Viesly > Quiévy                           | 1 800 m  | 03         |
| 28      | 154,3                  | Quiévy > Saint-Python                     | 3 700 m  | 04         |
| 27      | 149,6                  | Saint-Python                              | 1 500 m  | 04         |
| 26      | 142,5                  | Vertain > Saint-Martin                    | 2 300 m  | 03         |
| 25      | 131,2                  | Verchain-Maugré > Quérénaing              | 1 600 m  | 03         |
| 24      | 128,3                  | Quérénaing > Artres                       | 1 300 m  | 02         |
| 23      | 125,4                  | Artres > Famars                           | 1 200 m  | 03         |
| 22      | 120,7                  | Quérénaing > Maing                        | 2 500 m  | 03         |
| 21      | 117,6                  | Maing > Monchaux-sur-Écaillon             | 1 600 m  | 03         |
| 20      | 104,7                  | Haveluy > Wallers                         | 2 500 m  | 04         |
| 19      | 95,3                   | Trouée d'Arenberg                         | 2 300 m  | 05         |
| 18      | 89,3                   | Wallers > Hélesmes                        | 1 600 m  | 03         |
| 17      | 82,4                   | Hornaing > Wandignies-Hamage              | 3 700 m  | 04         |
| 16      | 75                     | Warlaing > Brillon                        | 2 400 m  | 03         |
| 15      | 71,6                   | Tilloy-lez-Marchiennes > Sars-et-Rosières | 2 400 m  | 04         |
| 14      | 62,2                   | Beuvry-la-Forêt > Orchies                 | 1 400 m  | 03         |
| 13      | 60,2                   | Orchies                                   | 1 700 m  | 03         |
| 12      | 54,1                   | Auchy-lez-Orchies > Bersée                | 2 700 m  | 04         |
| 11      | 48,6                   | Mons-en-Pévèle                            | 3 000 m  | 05         |
| 10      | 42,6                   | Mérignies > Avelin                        | 700 m    | 02         |
| 9       | 39,2                   | Pont-Thibaut > Ennevelin                  | 1 400 m  | 03         |
| 8       | 33,8                   | Templeuve - L'Épinette                    | 200 m    | 01         |
| 8       |                        | Templeuve - Moulin-de-Vertain             | 500 m    | 02         |
| 7       | 26,9                   | Cysoing > Bourghelles                     | 1 300 m  | 03         |
| 6       | 24,4                   | Bourghelles > Wannehain                   | 1 100 m  | 03         |
| 5       | 19,9                   | Camphin-en-Pévèle                         | 1 800 m  | 04         |
| 4       | 17,2                   | Carrefour de l'Arbre                      | 2 100 m  | 05         |
| 3       | 14,9                   | Gruson                                    | 1 100 m  | 02         |
| 2       | 8,2                    | Willems > Hem                             | 1 400 m  | 03         |
| 1       | 1,4                    | Roubaix (Espace Charles Crupelandt)       | 300 m    | 01         |
| Total   | Total                  | Total                                     | 55 300 m | 55 300 m   |

### Équipes
Paris-Roubaix figurant au calendrier du World Tour, les 18 équipes UCI WorldTeam sont présentes, auxquelles il faut ajouter des équipes UCI ProTeam invitées. 
| WorldTeams (18)- Alpecin-Deceuninck - Arkéa-B&B Hotels - Bahrain-Victorious - Cofidis - Decathlon AG2R La Mondiale Team - EF Education-EasyPost - Groupama-FDJ - Ineos Grenadiers - Intermarché-Wanty - Lidl-Trek - Movistar Team - Red Bull-BORA-hansgrohe - Soudal Quick-Step - Team Jayco AlUla - Team Picnic-PostNL - Team Visma \| Lease a Bike - UAE Team Emirates XRG - XDS Astana Team ProTeams (7)- Lotto - Israel-Premier Tech - Uno-X Mobility - Q36.5 Pro Cycling Team - Team TotalEnergies - Tudor Pro Cycling Team - Unibet Tietema Rockets |
| |

### Principaux favoris
Plusieurs favoris ont ajouté Paris-Roubaix à leurs programmes de course. Le grand public attend l'affrontement entre le double tenant du titre Mathieu van der Poel et Wout van Aert, absent l'année passée. Tadej Pogačar a également annoncé sa participation quelques jours avant la course, ce qui le place de facto parmi les grands favoris bien qu'il s'agisse de sa première participation chez les professionnels. D'autres prétendants majeurs sont aussi attendus sur la ligne de départ comme Mads Pedersen, Filippo Ganna, Stefan Küng, Florian Vermeersch, Jasper Stuyven et Jasper Philipsen.

## Récit de la course
Après 25 kilomètres de course, l'échappée finit par se former. Elle se compose de huit hommes : Kim Heiduk (Ineos Grenadiers), Oier Lazkano (Red Bull-Bora-Hansgrohe), Markus Hoelgaard (Uno-X Mobility), Jonas Rutsch (Intermarché-Wanty), Max Walker (Education Easy-Post), Jasper De Buyst (Lotto), Rory Townsend (Q36.5 Pro Cycling Team) et Abram Stockman (Unibet Tietema Rockets). L'avantage de ce groupe sur le peloton ne dépasse pas les trois minutes. À partir du premier secteur pavé, le peloton se scinde en de nombreux groupes avec son lot habituel de chutes et de crevaisons. 

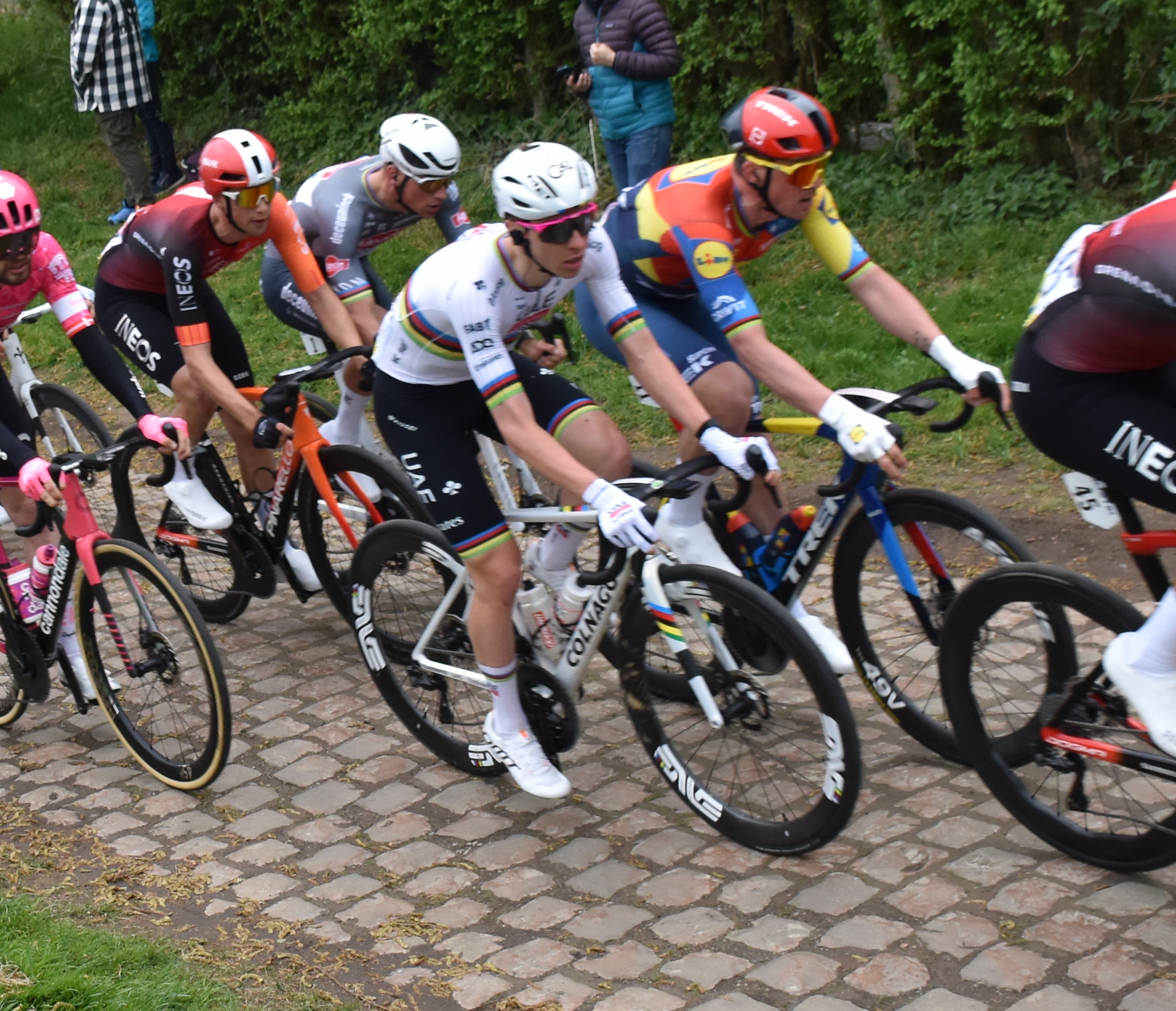
Au centre, Pedersen, Pogacar et Van der Poel dans le secteur pavé N°30.

À l'entrée de la Trouée d'Arenberg (secteur no 19, 95 km de l'arrivée), les échappés voient fondre sur eux l'avant-garde du peloton menée par Tadej Pogačar puis par Mathieu van der Poel alors que Wout van Aert cède du terrain. Finalement, peu après la Trouée d'Arenberg, un groupe de cinq hommes se retrouve en tête. Il se compose de Pogačar, van der Poel, son équipier Jasper Philipsen, Mads Pedersen et Stefan Bissegger. Ce groupe augmente son avance sur les poursuivants. Dans le secteur pavé no 15 (71 km de l'arrivée), Pedersen est stoppé, victime d'une crevaison. Un moment lâché, Philipsen parvient à revenir sur le duo de tête Pogačar-van der Poel alors que Bissegger a été distancé. Dans le secteur pavé de Mons-en-Pévèle (46 km du terme), Philipsen ne peut suivre le rythme imposé par Pogačar et van der Poel qui se retrouvent désormais seuls en tête. 
Dans le secteur pavé no 9, à 38 km de l'arrivée, Pogačar négocie mal une sortie de virage et finit par tomber. Mathieu van der Poel continue seul en tête. Pendant les minutes qui suivent, Pogačar refait une partie de son retard sur van der Poel, revenant à une douzaine de secondes du Néerlandais puis l'écart augmente et un changement de vélo du Slovène à 20 kilomètres de Roubaix porte son retard à 45 secondes. Philipsen est repris par le groupe des poursuivants mené principalement par van Aert et Pedersen. Mathieu van der Poel, qui a aussi changé de vélo, possède une minute d'avance sur Tadej Pogačar à la sortie du Carrefour de l'Arbre et rejoint l'arrivée en solitaire pour une troisième victoire consécutive et un huitième Monument à son palmarès. Pogačar maintient sa deuxième place et Mads Pedersen gagne le sprint pour le podium devant Wout van Aert.

## Classements

### Classement de la course
| \| Classement général \| Classement général \| Classement général \| Classement général \| Classement général \| \| Coureur \| Coureur \| Pays \| Équipe \| Temps \| \| ------------------ \| -------------------- \| ------------------ \| -------------------------- \| ------------------ \| \| 1er \| Mathieu van der Poel \| Pays-Bas \| Alpecin-Deceuninck \| 5 h 31 min 27 s \| \| 2e \| Tadej Pogačar \| Slovénie \| UAE Team Emirates XRG \| + 1 min 18 s \| \| 3e \| Mads Pedersen \| Danemark \| Lidl-Trek \| + 2 min 11 s \| \| 4e \| Wout van Aert \| Belgique \| Team Visma \\| Lease a Bike \| + 2 min 11 s \| \| 5e \| Florian Vermeersch \| Belgique \| UAE Team Emirates XRG \| + 2 min 11 s \| \| 6e \| Jonas Rutsch \| Allemagne \| Intermarché-Wanty \| + 3 min 46 s \| \| 7e \| Stefan Bissegger \| Suisse \| Decathlon-AG2R La Mondiale \| + 3 min 46 s \| \| 8e \| Markus Hoelgaard \| Norvège \| Uno-X Mobility \| + 3 min 46 s \| \| 9e \| Fred Wright \| Royaume-Uni \| Bahrain Victorious \| + 4 min 35 s \| \| 10e \| Laurenz Rex \| Belgique \| Intermarché-Wanty \| + 4 min 36 s \| \| 11e \| Jasper Philipsen \| Belgique \| Alpecin-Deceuninck \| + 4 min 38 s \| \| 12e \| Marco Haller \| Autriche \| Tudor Pro Cycling Team \| + 4 min 43 s \| \| 13e \| Filippo Ganna \| Italie \| Ineos Grenadiers \| + 4 min 45 s \| \| 14e \| Madis Mihkels \| Estonie \| EF Education-EasyPost \| + 4 min 45 s \| \| 15e \| Biniam Girmay \| Érythrée \| Intermarché-Wanty \| + 4 min 45 s \| |                      |             |                            |                 |
| |                      |             |                            |                 |
| Source : ProCyclingStats |                      |             |                            |                 |
| Classement général |                      |             |                            |                 |
| Coureur | Coureur              | Pays        | Équipe                     | Temps           |
| 1er | Mathieu van der Poel | Pays-Bas    | Alpecin-Deceuninck         | 5 h 31 min 27 s |
| 2e | Tadej Pogačar        | Slovénie    | UAE Team Emirates XRG      | + 1 min 18 s    |
| 3e | Mads Pedersen        | Danemark    | Lidl-Trek                  | + 2 min 11 s    |
| 4e | Wout van Aert        | Belgique    | Team Visma \| Lease a Bike | + 2 min 11 s    |
| 5e | Florian Vermeersch   | Belgique    | UAE Team Emirates XRG      | + 2 min 11 s    |
| 6e | Jonas Rutsch         | Allemagne   | Intermarché-Wanty          | + 3 min 46 s    |
| 7e | Stefan Bissegger     | Suisse      | Decathlon-AG2R La Mondiale | + 3 min 46 s    |
| 8e | Markus Hoelgaard     | Norvège     | Uno-X Mobility             | + 3 min 46 s    |
| 9e | Fred Wright          | Royaume-Uni | Bahrain Victorious         | + 4 min 35 s    |
| 10e | Laurenz Rex          | Belgique    | Intermarché-Wanty          | + 4 min 36 s    |
| 11e | Jasper Philipsen     | Belgique    | Alpecin-Deceuninck         | + 4 min 38 s    |
| 12e | Marco Haller         | Autriche    | Tudor Pro Cycling Team     | + 4 min 43 s    |
| 13e | Filippo Ganna        | Italie      | Ineos Grenadiers           | + 4 min 45 s    |
| 14e | Madis Mihkels        | Estonie     | EF Education-EasyPost      | + 4 min 45 s    |
| 15e | Biniam Girmay        | Érythrée    | Intermarché-Wanty          | + 4 min 45 s    |

### Classement UCI
La course attribue des points au Classement mondial UCI 2025 selon le barème suivant :
| Position           | 1er | 2e  | 3e  | 4e  | 5e  | 6e  | 7e  | 8e  | 9e  | 10e | 11e | 12e | 13e | 14e | 15e | 16e à 20e | 21e à 30e | 31e à 50e | 51e à 55e | 56e à 60e |
| Classement général | 800 | 640 | 520 | 440 | 360 | 280 | 240 | 200 | 160 | 135 | 110 | 95  | 85  | 65  | 55  | 50        | 30        | 15        | 10        | 5         |

## Liste des participants
| Alpecin-Deceuninck ADC | Alpecin-Deceuninck ADC     | Alpecin-Deceuninck ADC |
| ---------------------- | -------------------------- | ---------------------- |
| Num                    | Coureur                    | Pos                    |
| 1                      | Mathieu van der Poel (NED) | 1er                    |
| 2                      | Silvan Dillier (SUI)       | AB                     |
| 3                      | Jasper Philipsen (BEL)     | 11e                    |
| 4                      | Edward Planckaert (BEL)    | 34e                    |
| 5                      | Jonas Rickaert (BEL)       | 66e                    |
| 6                      | Oscar Riesebeek (NED)      | AB                     |
| 7                      | Gianni Vermeersch (BEL)    | AB                     |

| Lidl-Trek LTK | Lidl-Trek LTK        | Lidl-Trek LTK |
| ------------- | -------------------- | ------------- |
| Num           | Coureur              | Pos           |
| 11            | Mads Pedersen (DEN)  | 3e            |
| 12            | Tim Declercq (BEL)   | AB            |
| 13            | Daan Hoole (NED)     | 17e           |
| 14            | Jonathan Milan (ITA) | 101e          |
| 15            | Jasper Stuyven (BEL) | 95e           |
| 16            | Edward Theuns (BEL)  | AB            |
| 17            | Mathias Vacek (CZE)  | 116e          |

| UAE Team Emirates XRG UAD | UAE Team Emirates XRG UAD   | UAE Team Emirates XRG UAD |
| ------------------------- | --------------------------- | ------------------------- |
| Num                       | Coureur                     | Pos                       |
| 21                        | Tadej Pogačar (SLO) (route) | 2e                        |
| 22                        | Mikkel Bjerg (DEN)          | 50e                       |
| 23                        | Sebastián Molano (COL)      | AB                        |
| 24                        | Nils Politt (GER)           | AB                        |
| 25                        | António Morgado (POR)       | 24e                       |
| 26                        | Florian Vermeersch (BEL)    | 5e                        |
| 27                        | Tim Wellens (BEL)           | AB                        |

| Team Visma \| Lease a Bike TVL | Team Visma \| Lease a Bike TVL | Team Visma \| Lease a Bike TVL |
| ------------------------------ | ------------------------------ | ------------------------------ |
| Num                            | Coureur                        | Pos                            |
| 31                             | Dylan van Baarle (NED)         | 35e                            |
| 32                             | Edoardo Affini (ITA)           | AB                             |
| 33                             | Niklas Behrens (GER)           | HD                             |
| 34                             | Matthew Brennan (GBR)          | 44e                            |
| 35                             | Per Strand Hagenes (NOR)       | AB                             |
| 36                             | Wout van Aert (BEL)            | 4e                             |
| 37                             | Julien Vermote (BEL)           | 69e                            |

| Ineos Grenadiers IGD | Ineos Grenadiers IGD | Ineos Grenadiers IGD |
| -------------------- | -------------------- | -------------------- |
| Num                  | Coureur              | Pos                  |
| 41                   | Filippo Ganna (ITA)  | 13e                  |
| 42                   | Kim Heiduk (GER)     | 79e                  |
| 43                   | Connor Swift (GBR)   | AB                   |
| 44                   | Ben Swift (GBR)      | 81e                  |
| 45                   | Joshua Tarling (GBR) | 52e                  |
| 46                   | Ben Turner (GBR)     | 92e                  |
| 47                   | Samuel Watson (GBR)  | 78e                  |

| Groupama-FDJ GFC | Groupama-FDJ GFC        | Groupama-FDJ GFC |
| ---------------- | ----------------------- | ---------------- |
| Num              | Coureur                 | Pos              |
| 51               | Stefan Küng (SUI)       | 43e              |
| 52               | Lewis Askey (GBR)       | AB               |
| 53               | Cyril Barthe (FRA)      | 98e              |
| 54               | Sven Erik Bystrøm (NOR) | 75e              |
| 55               | Johan Jacobs (SUI)      | 21e              |
| 56               | Eddy Le Huitouze (FRA)  | 100e             |
| 57               | Clément Russo (FRA)     | 62e              |

| Red Bull-Bora-Hansgrohe RBH | Red Bull-Bora-Hansgrohe RBH | Red Bull-Bora-Hansgrohe RBH |
| --------------------------- | --------------------------- | --------------------------- |
| Num                         | Coureur                     | Pos                         |
| 61                          | Jordi Meeus (BEL)           | 53e                         |
| 62                          | Oier Lazkano (ESP)          | 117e                        |
| 63                          | Ryan Mullen (IRL)           | AB                          |
| 64                          | Laurence Pithie (NZL)       | AB                          |
| 65                          | Tim van Dijke (NED)         | 30e                         |
| 66                          | Mick van Dijke (NED)        | 18e                         |
| 67                          | Danny van Poppel (NED)      | AB                          |

| Decathlon-AG2R La Mondiale DAT | Decathlon-AG2R La Mondiale DAT | Decathlon-AG2R La Mondiale DAT |
| ------------------------------ | ------------------------------ | ------------------------------ |
| Num                            | Coureur                        | Pos                            |
| 71                             | Stefan Bissegger (SUI)         | 7e                             |
| 72                             | Oscar Chamberlain (AUS)        | 82e                            |
| 73                             | Dries De Bondt (BEL)           | 22e                            |
| 74                             | Sander De Pestel (BEL)         | AB                             |
| 75                             | Pierre Gautherat (FRA)         | 83e                            |
| 76                             | Oliver Naesen (BEL)            | 94e                            |
| 77                             | Rasmus Søjberg (DEN) (route)   | 31e                            |

| Uno-X Mobility UXM | Uno-X Mobility UXM             | Uno-X Mobility UXM |
| ------------------ | ------------------------------ | ------------------ |
| Num                | Coureur                        | Pos                |
| 81                 | Alexander Kristoff (NOR)       | AB                 |
| 82                 | Jonas Abrahamsen (NOR)         | AB                 |
| 83                 | Markus Hoelgaard (NOR) (route) | 8e                 |
| 84                 | William Blume Levy (DEN)       | 91e                |
| 85                 | Erik Nordsæter Resell (NOR)    | 26e                |
| 86                 | Rasmus Tiller (NOR)            | 93e                |
| 87                 | Søren Wærenskjold (NOR)        | 42e                |

| Soudal Quick-Step SOQ | Soudal Quick-Step SOQ         | Soudal Quick-Step SOQ |
| --------------------- | ----------------------------- | --------------------- |
| Num                   | Coureur                       | Pos                   |
| 91                    | Tim Merlier (BEL) (route)     | 36e                   |
| 92                    | Ayco Bastiaens (BEL)          | AB                    |
| 93                    | Yves Lampaert (BEL)           | 28e                   |
| 94                    | Luke Lamperti (USA)           | AB                    |
| 95                    | Andrea Raccagni Noviero (ITA) | 115e                  |
| 96                    | Bert Van Lerberghe (BEL)      | AB                    |
| 97                    | Jordi Warlop (BEL)            | AB                    |

| XDS Astana Team XAT | XDS Astana Team XAT     | XDS Astana Team XAT |
| ------------------- | ----------------------- | ------------------- |
| Num                 | Coureur                 | Pos                 |
| 101                 | Davide Ballerini (ITA)  | AB                  |
| 102                 | Cees Bol (NED)          | 29e                 |
| 103                 | Yevgeniy Fedorov (KAZ)  | 67e                 |
| 104                 | Michele Gazzoli (ITA)   | AB                  |
| 105                 | Alessandro Romele (ITA) | 72e                 |
| 106                 | Mike Teunissen (NED)    | 16e                 |
| 107                 | Davide Toneatti (ITA)   | AB                  |

| Tudor Pro Cycling Team TUD | Tudor Pro Cycling Team TUD | Tudor Pro Cycling Team TUD |
| -------------------------- | -------------------------- | -------------------------- |
| Num                        | Coureur                    | Pos                        |
| 111                        | Marco Haller (AUT)         | 12e                        |
| 112                        | Miká Heming (GER)          | HD                         |
| 113                        | Petr Kelemen (CZE)         | 58e                        |
| 114                        | Arthur Kluckers (LUX)      | 74e                        |
| 115                        | Fabian Lienhard (SUI)      | 60e                        |
| 116                        | Marius Mayrhofer (GER)     | 19e                        |
| 117                        | Aivaras Mikutis (LTU)      | 104e                       |

| Cofidis COF | Cofidis COF                 | Cofidis COF |
| ----------- | --------------------------- | ----------- |
| Num         | Coureur                     | Pos         |
| 121         | Aimé De Gendt (BEL)         | AB          |
| 122         | Stanisław Aniołkowski (POL) | 45e         |
| 123         | Clément Izquierdo (FRA)     | AB          |
| 124         | Oliver Knight (GBR)         | AB          |
| 125         | Alexis Renard (FRA)         | AB          |
| 126         | Ludovic Robeet (BEL)        | 89e         |
| 127         | Damien Touzé (FRA)          | 41e         |

| Bahrain Victorious TBV | Bahrain Victorious TBV  | Bahrain Victorious TBV |
| ---------------------- | ----------------------- | ---------------------- |
| Num                    | Coureur                 | Pos                    |
| 131                    | Matej Mohorič (SLO)     | AB                     |
| 132                    | Phil Bauhaus (GER)      | 23e                    |
| 133                    | Kamil Gradek (POL)      | AB                     |
| 134                    | Andrea Pasqualon (ITA)  | 71e                    |
| 135                    | Daniel Skerl (ITA)      | 114e                   |
| 136                    | Vlad Van Mechelen (BEL) | 49e                    |
| 137                    | Fred Wright (GBR)       | 9e                     |

| Intermarché-Wanty IWA | Intermarché-Wanty IWA           | Intermarché-Wanty IWA |
| --------------------- | ------------------------------- | --------------------- |
| Num                   | Coureur                         | Pos                   |
| 141                   | Biniam Girmay (ERI)             | 15e                   |
| 142                   | Adrien Petit (FRA)              | 96e                   |
| 143                   | Laurenz Rex (BEL)               | 10e                   |
| 144                   | Jonas Rutsch (GER)              | 6e                    |
| 145                   | Taco van der Hoorn (NED)        | 20e                   |
| 146                   | Gijs Van Hoecke (BEL)           | 68e                   |
| 147                   | Roel van Sintmaartensdijk (NED) | 85e                   |

| Arkéa-B&B Hotels ARK | Arkéa-B&B Hotels ARK  | Arkéa-B&B Hotels ARK |
| -------------------- | --------------------- | -------------------- |
| Num                  | Coureur               | Pos                  |
| 151                  | Arnaud Démare (FRA)   | AB                   |
| 152                  | Jenthe Biermans (BEL) | 38e                  |
| 153                  | Giosuè Epis (ITA)     | 102e                 |
| 154                  | Léandre Lozouet (FRA) | AB                   |
| 155                  | Luca Mozzato (ITA)    | HD                   |
| 156                  | Miles Scotson (AUS)   | 112e                 |
| 157                  | Pierre Thierry (FRA)  | 113e                 |

| EF Education-EasyPost EFE | EF Education-EasyPost EFE | EF Education-EasyPost EFE |
| ------------------------- | ------------------------- | ------------------------- |
| Num                       | Coureur                   | Pos                       |
| 161                       | Kasper Asgreen (DEN)      | 61e                       |
| 162                       | Vincenzo Albanese (ITA)   | 110e                      |
| 163                       | Owain Doull (GBR)         | 64e                       |
| 164                       | Madis Mihkels (EST)       | 14e                       |
| 165                       | Jack Rootkin-Gray (GBR)   | 107e                      |
| 166                       | Colby Simmons (USA)       | 108e                      |
| 167                       | Max Walker (GBR)          | 73e                       |

| Team TotalEnergies TEN | Team TotalEnergies TEN | Team TotalEnergies TEN |
| ---------------------- | ---------------------- | ---------------------- |
| Num                    | Coureur                | Pos                    |
| 171                    | Anthony Turgis (FRA)   | 39e                    |
| 172                    | Rayan Boulahoite (FRA) | HD                     |
| 173                    | Alexys Brunel (FRA)    | 109e                   |
| 174                    | Florian Dauphin (FRA)  | 25e                    |
| 175                    | Sandy Dujardin (FRA)   | 70e                    |
| 176                    | Samuel Leroux (FRA)    | AB                     |
| 177                    | Geoffrey Soupe (FRA)   | AB                     |

| Israel-Premier Tech IPT | Israel-Premier Tech IPT   | Israel-Premier Tech IPT |
| ----------------------- | ------------------------- | ----------------------- |
| Num                     | Coureur                   | Pos                     |
| 181                     | Hugo Hofstetter (FRA)     | 47e                     |
| 182                     | Guillaume Boivin (CAN)    | 48e                     |
| 183                     | Oded Kogut (ISR) (route)  | 105e                    |
| 184                     | Riley Pickrell (CAN)      | AB                      |
| 185                     | Michael Schwarzmann (GER) | 90e                     |
| 186                     | Riley Sheehan (USA)       | 65e                     |
| 187                     | Tom Van Asbroeck (BEL)    | 57e                     |

| Team Jayco AlUla JAY | Team Jayco AlUla JAY   | Team Jayco AlUla JAY |
| -------------------- | ---------------------- | -------------------- |
| Num                  | Coureur                | Pos                  |
| 191                  | Max Walscheid (GER)    | 59e                  |
| 192                  | Robert Donaldson (GBR) | 103e                 |
| 193                  | Patrick Gamper (AUT)   | AB                   |
| 194                  | Jelte Krijnsen (NED)   | AB                   |
| 195                  | Luka Mezgec (SLO)      | AB                   |
| 196                  | Elmar Reinders (NED)   | AB                   |
| 197                  | Jasha Sütterlin (GER)  | AB                   |

| Lotto LOT | Lotto LOT                  | Lotto LOT |
| --------- | -------------------------- | --------- |
| Num       | Coureur                    | Pos       |
| 201       | Alec Segaert (BEL)         | 87e       |
| 202       | Cédric Beullens (BEL)      | 51e       |
| 203       | Jasper De Buyst (BEL)      | 63e       |
| 204       | Joshua Giddings (GBR)      | 54e       |
| 205       | Sébastien Grignard (BEL)   | 40e       |
| 206       | Brent Van Moer (BEL)       | 84e       |
| 207       | Baptiste Veistroffer (FRA) | 111e      |

| Movistar Team MOV | Movistar Team MOV         | Movistar Team MOV |
| ----------------- | ------------------------- | ----------------- |
| Num               | Coureur                   | Pos               |
| 211               | Iván García Cortina (ESP) | AB                |
| 212               | Davide Cimolai (ITA)      | AB                |
| 213               | Manlio Moro (ITA)         | AB                |
| 214               | Mathias Norsgaard (DEN)   | AB                |
| 215               | Diego Pescador (COL)      | AB                |
| 216               | Gonzalo Serrano (ESP)     | AB                |
| 217               | Albert Torres (ESP)       | AB                |

| Team Picnic-PostNL TPP | Team Picnic-PostNL TPP    | Team Picnic-PostNL TPP |
| ---------------------- | ------------------------- | ---------------------- |
| Num                    | Coureur                   | Pos                    |
| 221                    | Pavel Bittner (CZE)       | 56e                    |
| 222                    | Patrick Eddy (AUS)        | AB                     |
| 223                    | Sean Flynn (GBR)          | 106e                   |
| 224                    | Enzo Leijnse (NED)        | AB                     |
| 225                    | Niklas Märkl (GER)        | AB                     |
| 226                    | Timo Roosen (NED)         | 99e                    |
| 227                    | Julius van den Berg (NED) | AB                     |

| Q36.5 Pro Cycling Team Q36 | Q36.5 Pro Cycling Team Q36 | Q36.5 Pro Cycling Team Q36 |
| -------------------------- | -------------------------- | -------------------------- |
| Num                        | Coureur                    | Pos                        |
| 231                        | Giacomo Nizzolo (ITA)      | 37e                        |
| 232                        | Marcel Camprubí (ESP)      | 88e                        |
| 233                        | Frederik Frison (BEL)      | 32e                        |
| 234                        | Matteo Moschetti (ITA)     | 80e                        |
| 235                        | Joseph Pidcock (GBR)       | HD                         |
| 236                        | Jannik Steimle (GER)       | AB                         |
| 237                        | Rory Townsend (IRL)        | 76e                        |

| Unibet Tietema Rockets RKT | Unibet Tietema Rockets RKT | Unibet Tietema Rockets RKT |
| -------------------------- | -------------------------- | -------------------------- |
| Num                        | Coureur                    | Pos                        |
| 241                        | Lukáš Kubiš (SVK) (route)  | 46e                        |
| 242                        | Joren Bloem (NED)          | 97e                        |
| 243                        | Hartthijs de Vries (NED)   | 86e                        |
| 244                        | Axel Huens (FRA)           | 27e                        |
| 245                        | Tomáš Kopecký (CZE)        | 33e                        |
| 246                        | Andreas Stokbro (DEN)      | 55e                        |
| 247                        | Abram Stockman (BEL)       | 77e                        |

| Alpecin-Deceuninck ADC | Alpecin-Deceuninck ADC     | Alpecin-Deceuninck ADC |
| ---------------------- | -------------------------- | ---------------------- |
| Num                    | Coureur                    | Pos                    |
| 1                      | Mathieu van der Poel (NED) | 1er                    |
| 2                      | Silvan Dillier (SUI)       | AB                     |
| 3                      | Jasper Philipsen (BEL)     | 11e                    |
| 4                      | Edward Planckaert (BEL)    | 34e                    |
| 5                      | Jonas Rickaert (BEL)       | 66e                    |
| 6                      | Oscar Riesebeek (NED)      | AB                     |
| 7                      | Gianni Vermeersch (BEL)    | AB                     |

| Lidl-Trek LTK | Lidl-Trek LTK        | Lidl-Trek LTK |
| ------------- | -------------------- | ------------- |
| Num           | Coureur              | Pos           |
| 11            | Mads Pedersen (DEN)  | 3e            |
| 12            | Tim Declercq (BEL)   | AB            |
| 13            | Daan Hoole (NED)     | 17e           |
| 14            | Jonathan Milan (ITA) | 101e          |
| 15            | Jasper Stuyven (BEL) | 95e           |
| 16            | Edward Theuns (BEL)  | AB            |
| 17            | Mathias Vacek (CZE)  | 116e          |

| UAE Team Emirates XRG UAD | UAE Team Emirates XRG UAD   | UAE Team Emirates XRG UAD |
| ------------------------- | --------------------------- | ------------------------- |
| Num                       | Coureur                     | Pos                       |
| 21                        | Tadej Pogačar (SLO) (route) | 2e                        |
| 22                        | Mikkel Bjerg (DEN)          | 50e                       |
| 23                        | Sebastián Molano (COL)      | AB                        |
| 24                        | Nils Politt (GER)           | AB                        |
| 25                        | António Morgado (POR)       | 24e                       |
| 26                        | Florian Vermeersch (BEL)    | 5e                        |
| 27                        | Tim Wellens (BEL)           | AB                        |

| Team Visma \| Lease a Bike TVL | Team Visma \| Lease a Bike TVL | Team Visma \| Lease a Bike TVL |
| ------------------------------ | ------------------------------ | ------------------------------ |
| Num                            | Coureur                        | Pos                            |
| 31                             | Dylan van Baarle (NED)         | 35e                            |
| 32                             | Edoardo Affini (ITA)           | AB                             |
| 33                             | Niklas Behrens (GER)           | HD                             |
| 34                             | Matthew Brennan (GBR)          | 44e                            |
| 35                             | Per Strand Hagenes (NOR)       | AB                             |
| 36                             | Wout van Aert (BEL)            | 4e                             |
| 37                             | Julien Vermote (BEL)           | 69e                            |

| Ineos Grenadiers IGD | Ineos Grenadiers IGD | Ineos Grenadiers IGD |
| -------------------- | -------------------- | -------------------- |
| Num                  | Coureur              | Pos                  |
| 41                   | Filippo Ganna (ITA)  | 13e                  |
| 42                   | Kim Heiduk (GER)     | 79e                  |
| 43                   | Connor Swift (GBR)   | AB                   |
| 44                   | Ben Swift (GBR)      | 81e                  |
| 45                   | Joshua Tarling (GBR) | 52e                  |
| 46                   | Ben Turner (GBR)     | 92e                  |
| 47                   | Samuel Watson (GBR)  | 78e                  |

| Groupama-FDJ GFC | Groupama-FDJ GFC        | Groupama-FDJ GFC |
| ---------------- | ----------------------- | ---------------- |
| Num              | Coureur                 | Pos              |
| 51               | Stefan Küng (SUI)       | 43e              |
| 52               | Lewis Askey (GBR)       | AB               |
| 53               | Cyril Barthe (FRA)      | 98e              |
| 54               | Sven Erik Bystrøm (NOR) | 75e              |
| 55               | Johan Jacobs (SUI)      | 21e              |
| 56               | Eddy Le Huitouze (FRA)  | 100e             |
| 57               | Clément Russo (FRA)     | 62e              |

| Red Bull-Bora-Hansgrohe RBH | Red Bull-Bora-Hansgrohe RBH | Red Bull-Bora-Hansgrohe RBH |
| --------------------------- | --------------------------- | --------------------------- |
| Num                         | Coureur                     | Pos                         |
| 61                          | Jordi Meeus (BEL)           | 53e                         |
| 62                          | Oier Lazkano (ESP)          | 117e                        |
| 63                          | Ryan Mullen (IRL)           | AB                          |
| 64                          | Laurence Pithie (NZL)       | AB                          |
| 65                          | Tim van Dijke (NED)         | 30e                         |
| 66                          | Mick van Dijke (NED)        | 18e                         |
| 67                          | Danny van Poppel (NED)      | AB                          |

| Decathlon-AG2R La Mondiale DAT | Decathlon-AG2R La Mondiale DAT | Decathlon-AG2R La Mondiale DAT |
| ------------------------------ | ------------------------------ | ------------------------------ |
| Num                            | Coureur                        | Pos                            |
| 71                             | Stefan Bissegger (SUI)         | 7e                             |
| 72                             | Oscar Chamberlain (AUS)        | 82e                            |
| 73                             | Dries De Bondt (BEL)           | 22e                            |
| 74                             | Sander De Pestel (BEL)         | AB                             |
| 75                             | Pierre Gautherat (FRA)         | 83e                            |
| 76                             | Oliver Naesen (BEL)            | 94e                            |
| 77                             | Rasmus Søjberg (DEN) (route)   | 31e                            |

| Uno-X Mobility UXM | Uno-X Mobility UXM             | Uno-X Mobility UXM |
| ------------------ | ------------------------------ | ------------------ |
| Num                | Coureur                        | Pos                |
| 81                 | Alexander Kristoff (NOR)       | AB                 |
| 82                 | Jonas Abrahamsen (NOR)         | AB                 |
| 83                 | Markus Hoelgaard (NOR) (route) | 8e                 |
| 84                 | William Blume Levy (DEN)       | 91e                |
| 85                 | Erik Nordsæter Resell (NOR)    | 26e                |
| 86                 | Rasmus Tiller (NOR)            | 93e                |
| 87                 | Søren Wærenskjold (NOR)        | 42e                |

| Soudal Quick-Step SOQ | Soudal Quick-Step SOQ         | Soudal Quick-Step SOQ |
| --------------------- | ----------------------------- | --------------------- |
| Num                   | Coureur                       | Pos                   |
| 91                    | Tim Merlier (BEL) (route)     | 36e                   |
| 92                    | Ayco Bastiaens (BEL)          | AB                    |
| 93                    | Yves Lampaert (BEL)           | 28e                   |
| 94                    | Luke Lamperti (USA)           | AB                    |
| 95                    | Andrea Raccagni Noviero (ITA) | 115e                  |
| 96                    | Bert Van Lerberghe (BEL)      | AB                    |
| 97                    | Jordi Warlop (BEL)            | AB                    |

| XDS Astana Team XAT | XDS Astana Team XAT     | XDS Astana Team XAT |
| ------------------- | ----------------------- | ------------------- |
| Num                 | Coureur                 | Pos                 |
| 101                 | Davide Ballerini (ITA)  | AB                  |
| 102                 | Cees Bol (NED)          | 29e                 |
| 103                 | Yevgeniy Fedorov (KAZ)  | 67e                 |
| 104                 | Michele Gazzoli (ITA)   | AB                  |
| 105                 | Alessandro Romele (ITA) | 72e                 |
| 106                 | Mike Teunissen (NED)    | 16e                 |
| 107                 | Davide Toneatti (ITA)   | AB                  |

| Tudor Pro Cycling Team TUD | Tudor Pro Cycling Team TUD | Tudor Pro Cycling Team TUD |
| -------------------------- | -------------------------- | -------------------------- |
| Num                        | Coureur                    | Pos                        |
| 111                        | Marco Haller (AUT)         | 12e                        |
| 112                        | Miká Heming (GER)          | HD                         |
| 113                        | Petr Kelemen (CZE)         | 58e                        |
| 114                        | Arthur Kluckers (LUX)      | 74e                        |
| 115                        | Fabian Lienhard (SUI)      | 60e                        |
| 116                        | Marius Mayrhofer (GER)     | 19e                        |
| 117                        | Aivaras Mikutis (LTU)      | 104e                       |

| Cofidis COF | Cofidis COF                 | Cofidis COF |
| ----------- | --------------------------- | ----------- |
| Num         | Coureur                     | Pos         |
| 121         | Aimé De Gendt (BEL)         | AB          |
| 122         | Stanisław Aniołkowski (POL) | 45e         |
| 123         | Clément Izquierdo (FRA)     | AB          |
| 124         | Oliver Knight (GBR)         | AB          |
| 125         | Alexis Renard (FRA)         | AB          |
| 126         | Ludovic Robeet (BEL)        | 89e         |
| 127         | Damien Touzé (FRA)          | 41e         |

| Bahrain Victorious TBV | Bahrain Victorious TBV  | Bahrain Victorious TBV |
| ---------------------- | ----------------------- | ---------------------- |
| Num                    | Coureur                 | Pos                    |
| 131                    | Matej Mohorič (SLO)     | AB                     |
| 132                    | Phil Bauhaus (GER)      | 23e                    |
| 133                    | Kamil Gradek (POL)      | AB                     |
| 134                    | Andrea Pasqualon (ITA)  | 71e                    |
| 135                    | Daniel Skerl (ITA)      | 114e                   |
| 136                    | Vlad Van Mechelen (BEL) | 49e                    |
| 137                    | Fred Wright (GBR)       | 9e                     |

| Intermarché-Wanty IWA | Intermarché-Wanty IWA           | Intermarché-Wanty IWA |
| --------------------- | ------------------------------- | --------------------- |
| Num                   | Coureur                         | Pos                   |
| 141                   | Biniam Girmay (ERI)             | 15e                   |
| 142                   | Adrien Petit (FRA)              | 96e                   |
| 143                   | Laurenz Rex (BEL)               | 10e                   |
| 144                   | Jonas Rutsch (GER)              | 6e                    |
| 145                   | Taco van der Hoorn (NED)        | 20e                   |
| 146                   | Gijs Van Hoecke (BEL)           | 68e                   |
| 147                   | Roel van Sintmaartensdijk (NED) | 85e                   |

| Arkéa-B&B Hotels ARK | Arkéa-B&B Hotels ARK  | Arkéa-B&B Hotels ARK |
| -------------------- | --------------------- | -------------------- |
| Num                  | Coureur               | Pos                  |
| 151                  | Arnaud Démare (FRA)   | AB                   |
| 152                  | Jenthe Biermans (BEL) | 38e                  |
| 153                  | Giosuè Epis (ITA)     | 102e                 |
| 154                  | Léandre Lozouet (FRA) | AB                   |
| 155                  | Luca Mozzato (ITA)    | HD                   |
| 156                  | Miles Scotson (AUS)   | 112e                 |
| 157                  | Pierre Thierry (FRA)  | 113e                 |

| EF Education-EasyPost EFE | EF Education-EasyPost EFE | EF Education-EasyPost EFE |
| ------------------------- | ------------------------- | ------------------------- |
| Num                       | Coureur                   | Pos                       |
| 161                       | Kasper Asgreen (DEN)      | 61e                       |
| 162                       | Vincenzo Albanese (ITA)   | 110e                      |
| 163                       | Owain Doull (GBR)         | 64e                       |
| 164                       | Madis Mihkels (EST)       | 14e                       |
| 165                       | Jack Rootkin-Gray (GBR)   | 107e                      |
| 166                       | Colby Simmons (USA)       | 108e                      |
| 167                       | Max Walker (GBR)          | 73e                       |

| Team TotalEnergies TEN | Team TotalEnergies TEN | Team TotalEnergies TEN |
| ---------------------- | ---------------------- | ---------------------- |
| Num                    | Coureur                | Pos                    |
| 171                    | Anthony Turgis (FRA)   | 39e                    |
| 172                    | Rayan Boulahoite (FRA) | HD                     |
| 173                    | Alexys Brunel (FRA)    | 109e                   |
| 174                    | Florian Dauphin (FRA)  | 25e                    |
| 175                    | Sandy Dujardin (FRA)   | 70e                    |
| 176                    | Samuel Leroux (FRA)    | AB                     |
| 177                    | Geoffrey Soupe (FRA)   | AB                     |

| Israel-Premier Tech IPT | Israel-Premier Tech IPT   | Israel-Premier Tech IPT |
| ----------------------- | ------------------------- | ----------------------- |
| Num                     | Coureur                   | Pos                     |
| 181                     | Hugo Hofstetter (FRA)     | 47e                     |
| 182                     | Guillaume Boivin (CAN)    | 48e                     |
| 183                     | Oded Kogut (ISR) (route)  | 105e                    |
| 184                     | Riley Pickrell (CAN)      | AB                      |
| 185                     | Michael Schwarzmann (GER) | 90e                     |
| 186                     | Riley Sheehan (USA)       | 65e                     |
| 187                     | Tom Van Asbroeck (BEL)    | 57e                     |

| Team Jayco AlUla JAY | Team Jayco AlUla JAY   | Team Jayco AlUla JAY |
| -------------------- | ---------------------- | -------------------- |
| Num                  | Coureur                | Pos                  |
| 191                  | Max Walscheid (GER)    | 59e                  |
| 192                  | Robert Donaldson (GBR) | 103e                 |
| 193                  | Patrick Gamper (AUT)   | AB                   |
| 194                  | Jelte Krijnsen (NED)   | AB                   |
| 195                  | Luka Mezgec (SLO)      | AB                   |
| 196                  | Elmar Reinders (NED)   | AB                   |
| 197                  | Jasha Sütterlin (GER)  | AB                   |

| Lotto LOT | Lotto LOT                  | Lotto LOT |
| --------- | -------------------------- | --------- |
| Num       | Coureur                    | Pos       |
| 201       | Alec Segaert (BEL)         | 87e       |
| 202       | Cédric Beullens (BEL)      | 51e       |
| 203       | Jasper De Buyst (BEL)      | 63e       |
| 204       | Joshua Giddings (GBR)      | 54e       |
| 205       | Sébastien Grignard (BEL)   | 40e       |
| 206       | Brent Van Moer (BEL)       | 84e       |
| 207       | Baptiste Veistroffer (FRA) | 111e      |

| Movistar Team MOV | Movistar Team MOV         | Movistar Team MOV |
| ----------------- | ------------------------- | ----------------- |
| Num               | Coureur                   | Pos               |
| 211               | Iván García Cortina (ESP) | AB                |
| 212               | Davide Cimolai (ITA)      | AB                |
| 213               | Manlio Moro (ITA)         | AB                |
| 214               | Mathias Norsgaard (DEN)   | AB                |
| 215               | Diego Pescador (COL)      | AB                |
| 216               | Gonzalo Serrano (ESP)     | AB                |
| 217               | Albert Torres (ESP)       | AB                |

| Team Picnic-PostNL TPP | Team Picnic-PostNL TPP    | Team Picnic-PostNL TPP |
| ---------------------- | ------------------------- | ---------------------- |
| Num                    | Coureur                   | Pos                    |
| 221                    | Pavel Bittner (CZE)       | 56e                    |
| 222                    | Patrick Eddy (AUS)        | AB                     |
| 223                    | Sean Flynn (GBR)          | 106e                   |
| 224                    | Enzo Leijnse (NED)        | AB                     |
| 225                    | Niklas Märkl (GER)        | AB                     |
| 226                    | Timo Roosen (NED)         | 99e                    |
| 227                    | Julius van den Berg (NED) | AB                     |

| Q36.5 Pro Cycling Team Q36 | Q36.5 Pro Cycling Team Q36 | Q36.5 Pro Cycling Team Q36 |
| -------------------------- | -------------------------- | -------------------------- |
| Num                        | Coureur                    | Pos                        |
| 231                        | Giacomo Nizzolo (ITA)      | 37e                        |
| 232                        | Marcel Camprubí (ESP)      | 88e                        |
| 233                        | Frederik Frison (BEL)      | 32e                        |
| 234                        | Matteo Moschetti (ITA)     | 80e                        |
| 235                        | Joseph Pidcock (GBR)       | HD                         |
| 236                        | Jannik Steimle (GER)       | AB                         |
| 237                        | Rory Townsend (IRL)        | 76e                        |

| Unibet Tietema Rockets RKT | Unibet Tietema Rockets RKT | Unibet Tietema Rockets RKT |
| -------------------------- | -------------------------- | -------------------------- |
| Num                        | Coureur                    | Pos                        |
| 241                        | Lukáš Kubiš (SVK) (route)  | 46e                        |
| 242                        | Joren Bloem (NED)          | 97e                        |
| 243                        | Hartthijs de Vries (NED)   | 86e                        |
| 244                        | Axel Huens (FRA)           | 27e                        |
| 245                        | Tomáš Kopecký (CZE)        | 33e                        |
| 246                        | Andreas Stokbro (DEN)      | 55e                        |
| 247                        | Abram Stockman (BEL)       | 77e                        |